# Иоанн (Алексеев, Георгий Михайлович)
Архиепи́скоп Иоа́нн (в миру Гео́ргий Миха́йлович Алексе́ев; 20 января 1892}, Гатчина — 16 июня 1966, Горький) — епископ Русской православной церкви; архиепископ Горьковский и Арзамасский.

## Биография
Георгий Алексеев родился 8 (20) января 1892 года в Гатчине, в семье служащего Петербургской епархии.
В 1910 году окончил Гатчинское реальное училище имени императора Александра III и в том же году поступил в Технологический институт.
Но его влекло к храму и к служению Церкви: оставив институт, осенью 1914 года он поступил в Петроградскую духовную академию, которую окончил в 1918 году со степенью кандидата богословия и с правом соискания магистерской степени без дополнительных испытаний. Свободно владел тремя языками помимо русского: французским, немецким и эстонским.
В 1920-х годах эмигрировал в Эстонию, где много лет работал педагогом в средних школах.
Священный сан принял в 1931 году, продолжив преподавание в гимназиях. С включением Эстонии в состав СССР «выбрал школу», в оккупацию «вернулся к священству». Был возведён в сан протоиерея. Служил в Таллине настоятелем Никольской церкви; в начале 1940-х годов (до ликвидации т. н. «Синода Эстонской митрополии» 6 марта 1945 года) был заместителем председателя Нарвского епархиального совета. Затем около десяти лет руководил работой епархиального совета Таллинской епархии и в начале 1950-х годов около пяти лет был кафедральным протоиереем (настоятелем Александро-Невского кафедрального собора Таллина).
В 1945 году он был награждён медалью «За доблестный труд».
В 1952 году протоиерей Георгий овдовел.
Вследствие перевода Преосвященного Романа, епископа Таллинского и Эстонского, викарным епископом в Ленинград последовал указ Святейшего Патриарха о бытии протоиерею Георгию Алексееву епископом Таллинским и Эстонским.
17 декабря 1955 году в Троице-Сергиевой лавре принял монашеский постриг с именем Иоанн в честь особенно чтимого им святого Иоанна Крестителя.
22 декабря митрополитом Крутицким и Коломенским Николаем (Ярушевичем) он был возведен в сан архимандрита.
25 декабря 1955 году в Патриаршем Богоявленском соборе в Москве был хиротонисан во епископа Таллинского и Эстонского. Чин хиротонии совершили: Святейший Патриарх Алексий I, митрополит Крутицкий и Коломенский Николай (Ярушевич), архиепископ Алеутский и Северо-Американский Борис (Вик) и епископ Лужский Роман (Танг).
27 мая 1958 года возглавил погребение скончавшегося 24 мая архиепископа Рижского и Латвийского Филарета (Лебедева) и с 25 мая 1958 года по сентябрь 1961 года временно управлял Рижской и Латвийской епархией.
14 августа 1961 года назначен архиепископом Горьковским и Арзамасским. 2-3 сентября 1961 года  участвовал в наречении и хиротонии своего преемника по Таллинской кафедре епископа Алексия (Ридигера), совершённых в Александро-Невском кафедральном соборе Таллина. 
Архиепископ Иоанн (Алексеев), назначенный на Горьковскую кафедру в разгар хрущёвских гонений, оказал большое сопротивление в отношении планов по закрытию церквей, проводя свою мудрую и тонкую политику, в связи с чем до 1963 года ни один храм в епархии властям не удалось закрыть, хотя, судя по документам архива уполномоченного, их планы были обширны. Таким образом, за период хрущевских гонений в Горьковской области было закрыто всего 4 храма из 50-ти.
11 мая 1963 года награждён правом ношения креста на клобуке. В июле того же года ездил в Вильнюс, где возглавил отпевание архиепископа Виленского и Литовского Романа (Танга).
В 1963 году его здоровье резко пошатнулось, и в 1964 году он уже не мог бывать в храме. Это обстоятельство сильно его удручало.
25 мая 1965 года уволен на покой, с назначением ему пенсии. Проживал на покое в городе Горьком.
Здоровье его всё ухудшалось. За десять дней до кончины над Владыкой было совершено таинство Елеосвящения, и он приобщился Святых Христовых Таин.
Скончался 16 июня 1966 года. Отпевание совершено в городе Горьком; его возглавил епископ Поликарп (Приймак). Похоронен, по завещанию, на Александро-Невском кладбище в городе Таллин.

## Публикации
- Живая речь : Учебник русского языка для эстонских школ. — Таллин : Пед. лит-ра, 1941. (соавтор: Махони Л. А.)
- Речь при наречении во епископа // Журнал Московской Патриархии. 1956. — № 2. — С. 21, 24-26
- Со страхом Божиим и верою приступите! // Мир Православия: Газ. — Таллин, 2002. — № 3 (48).